# Jens Bangsbo
Jens Bangsbo (født 2. oktober 1957 i Aarhus) er en dansk fodboldtræner, tidligere fodboldspiller, samt nuværende professor og viceinstitutleder ved Institut for Idræt ved Københavns Universitet. Han er nuværende anden assistenttræner for den italienske klub Atalanta

## Karriere
I 1970'erne og starten af 1980'erne spillede Bangsbo fodbold som forsvarsspiller for Kastrup Boldklubs hold i 1. division. Han har spillet over 350 kampe i Danmarks bedste fodboldrække.
Bangsbo blev uddannet fysiolog fra Københavns Universitet i 1994, og i 2003 blev han ansat som professor ved Institut for Idræt.
Fra 2001 til 2004 var han assistenttræner for den italienske fodboldklub Juventus, hvor ansvarsområderne var teknik, taktik og den fysiske træning. Bangbo har også arbejdet som konsulent for den græske klub AEK Athen.
Bangsbo har i flere perioder været tilknyttet Danmarks fodboldlandshold som fysisk træner før og under slutrunder. Således var han første gang med til Europamesterskabet i fodbold 2004 i Portugal, ligesom han var med i Sydafrika under VM i fodbold 2010, og senest var han tilknyttet holdet før og under EM i 2012. Han fungerer også som instruktør for de internationale organisationer UEFA og FIFA.